# Franciaország az 1980. évi nyári olimpiai játékokon
Franciaország a szovjetunióbeli Moszkvában megrendezett 1980. évi nyári olimpiai játékok egyik részt vevő nemzete volt. Az országot az olimpián 13 sportágban 121 sportoló képviselte, akik összesen 14 érmet szereztek. Franciaország az olimpiai zászló alatt vett részt a játékokon.

## Érmesek
| Érem  | Versenyző                                                                                                  | Sportág      | Versenyszám                |
| ----- | --- | ------------ | -------------------------- |
| Arany | Thierry Rey                                                                                                | Cselgáncs    | Férfi légsúly              |
| Arany | Angelo Parisi                                                                                              | Cselgáncs    | Férfi nehézsúly            |
| Arany | Frédéric Pietruszka Didier Flament Pascal Jolyot Philippe Bonnin Bruno Boscherie                           | Vívás        | Férfi tőr, csapat          |
| Arany | Philippe Boisse Hubert Gardas Philippe Riboud Patrick Picot Michel Salesse                                 | Vívás        | Férfi párbajtőr, csapat    |
| Arany | Pascale Trinquet-Hachin                                                                                    | Vívás        | Női tőr, egyéni            |
| Arany | Pascale Trinquet-Hachin Brigitte Latrille-Gaudin Christine Muzio Isabelle Boéri-Bégard Véronique Brouquier | Vívás        | Női tőr, csapat            |
| Ezüst | Angelo Parisi                                                                                              | Cselgáncs    | Férfi nyílt                |
| Ezüst | Alain Lebas                                                                                                | Kajak-kenu   | Férfi kajak egyes 1000 m   |
| Ezüst | Yavé Cahard                                                                                                | Kerékpározás | Férfi egyéni sprint        |
| Ezüst | Alain Bondue                                                                                               | Kerékpározás | Férfi egyéni üldözőverseny |
| Ezüst | Pascal Jolyot                                                                                              | Vívás        | Férfi tőr, egyéni          |
| Bronz | Antoine Richard Pascal Barré Patrick Barré Hermann Panzo                                                   | Atlétika     | Férfi 4 × 100 m váltó      |
| Bronz | Bernard Tchoullouyan                                                                                       | Cselgáncs    | Férfi váltósúly            |
| Bronz | Philippe Riboud                                                                                            | Vívás        | Férfi párbajtőr, egyéni    |

## Atlétika
Férfi
| Versenyző                                                        | Versenyszám     | Előfutam | Előfutam | Előfutam | Negyeddöntő | Negyeddöntő | Negyeddöntő | Elődöntő | Elődöntő | Elődöntő | Döntő         | Döntő         |
| Versenyző                                                        | Versenyszám     | Idő      | Hely.    | Össz.    | Idő         | Hely.       | Össz.       | Idő      | Hely.    | Össz.    | Idő           | Helyezés      |
| ---------------------------------------------------------------- | --------------- | -------- | -------- | -------- | ----------- | ----------- | ----------- | -------- | -------- | -------- | ------------- | ------------- |
| Hermann Panzo                                                    | 100 m           | 10,53    | 2.       | 22.***   | 10,29       | 3.          | 10.***      | 10,45    | 4.       | 8.*      | 10,49         | 8.            |
| Antoine Richard                                                  | 100 m           | 10,51    | 4.       | 20.*     | 10,45       | 5.          | 23.*        | kiesett  | kiesett  | kiesett  | kiesett       | kiesett       |
| Joseph Arame                                                     | 200 m           | 21,24    | 2.       | 9.       | 20,95       | 2.          | 11.         | 21,05    | 6.       | 12.      | kiesett       | kiesett       |
| Bernard Petitbois                                                | 200 m           | 21,16    | 2.       | 7.       | 21,32       | 5.          | 25.         | kiesett  | kiesett  | kiesett  | kiesett       | kiesett       |
| Didier Dubois                                                    | 400 m           | 47,57    | 2.       | 24.      | 46,60       | 4.          | 20.*        | 46,72    | 6.       | 14.      | kiesett       | kiesett       |
| Francis Demarthon                                                | 400 m           | 47,43    | 3.       | 20.      | 46,38       | 5.          | 17.         | kiesett  | kiesett  | kiesett  | kiesett       | kiesett       |
| Roger Milhau                                                     | 800 m           | 1:48,46  | 2.       | 10.      |             |             |             | 1:48,05  | 6.       | 15.      | kiesett       | kiesett       |
| Philippe Dupont                                                  | 800 m           | 1:49,53  | 3.       | 18.      |             |             |             | 1:49,67  | 6.       | 22.      | kiesett       | kiesett       |
| José Marajo                                                      | 800 m           | 1:49,6   | 1.       | 19.*     |             |             |             | 1:47,22  | 3.       | 8.       | 1:47,26       | 7.            |
| José Marajo                                                      | 1500 m          | 3:43,85  | 1.       | 13.      |             |             |             | 3:39,56  | 3.       | 3.       | 3:41,48       | 7.            |
| Alex Gonzalez                                                    | 1500 m          | 3:44,42  | 4.       | 22.      |             |             |             | 3:44,64  | 8.       | 16.      | kiesett       | kiesett       |
| Jean-Michel Charbonnel                                           | Maraton         |          |          |          |             |             |             |          |          |          | nem ért célba | nem ért célba |
| Gérard Lelièvre                                                  | 50 km gyaloglás |          |          |          |             |             |             |          |          |          | nem ért célba | nem ért célba |
| Antoine Richard Pascal Barré Patrick Barré Hermann Panzo         | 4 × 100 m váltó | 39,01    | 2.       | 4.       |             |             |             |          |          |          | 38,53         |               |
| Jacques Fellice Robert Froissart Didier Dubois Francis Demarthon | 4 × 400 m váltó | 3:05,4   | 1.       | 8.       |             |             |             |          |          |          | 3:04,8        | 4.            |

| Versenyző           | Versenyszám | Selejtező | Selejtező | Döntő                 | Döntő                 |
| Versenyző           | Versenyszám | Eredmény  | Helyezés  | Eredmény              | Helyezés              |
| ------------------- | ----------- | --------- | --------- | --------------------- | --------------------- |
| Francis Agbo        | Magasugrás  | 218 cm    | 17.       | kiesett               | kiesett               |
| Philippe Houvion    | Rúdugrás    | 535 cm    | 12.       | 565 cm                | 4.                    |
| Jean-Michel Bellot  | Rúdugrás    | 540 cm    | 3.        | 560 cm                | 5.                    |
| Thierry Vigneron    | Rúdugrás    | 540 cm    | 4.        | 545 cm                | 7.                    |
| Philippe Deroche    | Távolugrás  | 790 cm    | 9.        | 777 cm                | 10.                   |
| Christian Valétudie | Hármasugrás | 16,43 m   | 11.       | érvényes ugrás nélkül | érvényes ugrás nélkül |

Női
| Versenyző                                                     | Versenyszám     | Előfutam | Előfutam | Előfutam | Negyeddöntő | Negyeddöntő | Negyeddöntő | Elődöntő | Elődöntő | Elődöntő | Döntő   | Döntő    |
| Versenyző                                                     | Versenyszám     | Idő      | Hely.    | Össz.    | Idő         | Hely.       | Össz.       | Idő      | Hely.    | Össz.    | Idő     | Helyezés |
| ------------------------------------------------------------- | --------------- | -------- | -------- | -------- | ----------- | ----------- | ----------- | -------- | -------- | -------- | ------- | -------- |
| Emma Sulter                                                   | 100 m           | 11,56    | 4.       | 12.*     | 11,48       | 6.          | 15.         | 11,63    | 6.       | 14.      | kiesett | kiesett  |
| Laureen Beckles                                               | 100 m           | 11,59    | 4.       | 16.      | 11,54       | 5.          | 16.         | 11,70    | 8.       | 16.      | kiesett | kiesett  |
| Chantal Réga                                                  | 100 m           | 11,53    | 2.       | 10.*     | 11,40       | 5.          | 12.         | 11,36    | 4.       | 6.**     | 11,32   | 7.       |
| Chantal Réga                                                  | 200 m           | 23,49    | 2.       | 11.*     | 23,29       | 4.          | 13.*        | 22,87    | 5.       | 9.       | kiesett | kiesett  |
| Raymonde Naigre                                               | 200 m           | 23,50    | 3.       | 13.*     | 23,10       | 6.          | 10.         | 23,18    | 7.       | 13.      | kiesett | kiesett  |
| Sophie Malbranque                                             | 400 m           | 53,46    | 5.       | 28.      |             |             |             | kiesett  | kiesett  | kiesett  | kiesett | kiesett  |
| Laurence Elloy-Machabey                                       | 100 m gát       | 13,60    | 5.       | 15.      |             |             |             | 13,33    | 5.       | 10.      | kiesett | kiesett  |
| Laurence Lebeau                                               | 100 m gát       | 13,18    | 4.       | 8.       |             |             |             | 13,54    | 7.       | 12.      | kiesett | kiesett  |
| Véronique Grandrieux Chantal Réga Raymonde Naigre Emma Sulter | 4 × 100 m váltó |          |          |          |             |             |             |          |          |          | 42,84   | 5.       |

| Versenyző       | Versenyszám | 100 m gát | 100 m gát | Súlylökés | Súlylökés | Magasugrás | Magasugrás | Távolugrás | Távolugrás | 800 m  | 800 m | Végeredmény | Végeredmény |
| Versenyző       | Versenyszám | Idő       | Pont      | Eredmény  | Pont      | Eredmény   | Pont       | Eredmény   | Pont       | Idő    | Pont  | Pont        | Helyezés    |
| --------------- | ----------- | --------- | --------- | --------- | --------- | ---------- | ---------- | ---------- | ---------- | ------ | ----- | ----------- | ----------- |
| Florence Picaut | Ötpróba     | 13,75     | 898       | 13,24 m   | 794       | 180 cm     | 1031       | 583 cm     | 869        | 2:16,7 | 832   | 4424        | 9.          |

* - egy másik versenyzővel azonos eredményt ért el

** - két másik versenyzővel azonos eredményt ért el

*** - három másik versenyzővel azonos eredményt ért el

## Birkózás
Kötöttfogású
| Versenyző           | Versenyszám | 1. forduló                   | 2. forduló                        | 3. forduló                      | 4. forduló        | 5. forduló        | Döntő             | Helyezés    |
| Versenyző           | Versenyszám | Ellenfél Eredmény            | Ellenfél Eredmény                 | Ellenfél Eredmény               | Ellenfél Eredmény | Ellenfél Eredmény | Ellenfél Eredmény | Helyezés    |
| ------------------- | ----------- | ---------------------------- | --------------------------------- | ------------------------------- | ----------------- | ----------------- | ----------------- | ----------- |
| Lionel Lacaze       | 68 kg       | Ferenc Čaba (YUG) · kizárták | Khaled El-Khaled (SYR) · kizárták | Ivan Atanaszov (BUL) · kizárták | kiesett           | kiesett           | kiesett           | helyezetlen |
| Christophe Andanson | 90 kg       | erőnyerő                     | Keijo Manni (FIN) · 9–15          | José Poll (CUB) · 1–9           | kiesett           | kiesett           | kiesett           | 7.          |

Szabadfogású
| Versenyző           | Versenyszám | 1. forduló                      | 2. forduló               | 3. forduló                         | 4. forduló                     | 5. forduló        | Döntő             | Helyezés |
| Versenyző           | Versenyszám | Ellenfél Eredmény               | Ellenfél Eredmény        | Ellenfél Eredmény                  | Ellenfél Eredmény              | Ellenfél Eredmény | Ellenfél Eredmény | Helyezés |
| ------------------- | ----------- | ------------------------------- | ------------------------ | ---------------------------------- | ------------------------------ | ----------------- | ----------------- | -------- |
| Christophe Andanson | 90 kg       | Safaa Ali Nema (IRQ) · kizárták | Uwe Neupert (GDR) · 5–14 | Amadou Katy Diop (SEN) · kétvállas | Aleksander Cichoń (POL) · 1–12 | kiesett           | kiesett           | 6.       |

## Cselgáncs
| Versenyző            | Versenyszám  | Csoport | 32-es főtábla                  | Nyolcaddöntő                              | Negyeddöntő                   | Elődöntő                   | Vigaszág negyeddöntő       | Vigaszág elődöntő                       | Bronz- mérkőzés                 | Döntő                        | Helyezés |
| Versenyző            | Versenyszám  | Csoport | Ellenfél Eredmény              | Ellenfél Eredmény                         | Ellenfél Eredmény             | Ellenfél Eredmény          | Ellenfél Eredmény          | Ellenfél Eredmény                       | Ellenfél Eredmény               | Ellenfél Eredmény            | Helyezés |
| -------------------- | ------------ | ------- | ------------------------------ | ----------------------------------------- | ----------------------------- | -------------------------- | -------------------------- | --------------------------------------- | ------------------------------- | ---------------------------- | -------- |
| Thierry Rey          | Légsúly      | B       | Reino Fagerlund (FIN) · GY     | João Paulo Mendonça (POR) · GY            | Pavel Petřikov (TCH) · GY     | Arambij Jemizs (URS) · GY  |                            |                                         |                                 | José Rodríguez (CUB) · GY    |          |
| Yves Delvingt        | Harmatsúly   | B       | erőnyerő                       | Tsendiin Damdin (MGL) · V                 |                               |                            | Fransie Fyfer (ZIM) · GY   | Wolfgang Biedron (SWE) · GY             | Janusz Pawłowski (POL) · V      |                              | 5.       |
| Christian Dyot       | Könnyűsúly   | B       | Vojo Vujević (YUG) · GY        | Ezio Gamba (ITA) · V                      |                               |                            | Fahad Al-Farhan (KUW) · GY | Kim Bjonggun (Kim Byong-Gun) (PRK) · GY | Ravdangiin Davaadalai (MGL) · V |                              | 5.       |
| Bernard Tchoullouyan | Váltósúly    | A       | erőnyerő                       | Christopher Bowles (GBR) · GY             | António Roquete (POR) · GY    | Juan Ferrer (CUB) · GY     |                            |                                         | Ignacio Sanz (ESP) · GY         |                              |          |
| Michel Sanchis       | Középsúly    | A       | José Antonio Cechini (ESP) · V | kiesett                                   | kiesett                       | kiesett                    |                            |                                         |                                 |                              | 19.      |
| Jean-Luc Rougé       | Félnehézsúly | B       | erőnyerő                       | Luiz Moura (BRA) · GY                     | Robert Van de Walle (BEL) · V |                            |                            | Szepesi István (HUN) · V                | kiesett                         |                              | 7.       |
| Angelo Parisi        | Nehézsúly    | A       | erőnyerő                       | Wojciech Reszko (POL) · GY                | Vladimír Kocman (TCH) · GY    | Paul Radburn (GBR) · GY    |                            |                                         |                                 | Dimitar Zaprjanov (BUL) · GY |          |
| Angelo Parisi        | Nyílt        | B       | erőnyerő                       | Radomir Kovačević (YUG) · mérkőzés nélkül | Ozsvár András (HUN) · GY      | Szerhij Novikov (URS) · GY |                            |                                         |                                 | Dietmar Lorenz (GDR) · V     |          |

## Evezés
Férfi
| Versenyző                                                           | Versenyszám              | Előfutam | Előfutam | Vigaszág | Vigaszág | Elődöntő | Elődöntő | Döntő   | Döntő   | Döntő   | Helyezés    |
| Versenyző                                                           | Versenyszám              | Idő      | Hely.    | Idő      | Hely.    | Idő      | Hely.    | Típus   | Idő     | Hely.   | Helyezés    |
| ------------------------------------------------------------------- | ------------------------ | -------- | -------- | -------- | -------- | -------- | -------- | ------- | ------- | ------- | ----------- |
| Didier Gallet                                                       | Egypárevezős             | 8:04,41  | 4.       | 7:32,81  | 4.       | kiesett  | kiesett  | kiesett | kiesett | kiesett | helyezetlen |
| Marc Boudoux Didier Gallet Denis Gaté                               | Kétpárevezős             | 7:14,43  | 4.       | 7:00,61  | 3.       |          |          | B       | 6:40,60 | 2.      | 8.          |
| Jean-Claude Roussel Dominique Lecointe                              | Kormányos nélküli kettes | 7:33,20  | 2.       | erőnyerő | erőnyerő | 7:10,26  | 5.       | B       | 6:55,22 | 2.      | 8.          |
| Serge Fornara Hervé Bourquel Jean-Pierre Huguet-Balent              | Kormányos kettes         | 8:09,11  | 4.       | 7:41,29  | 4.       |          |          | B       | 7:21,27 | 2.      | 8.          |
| Christian Marquis Jean Raymond Peltier Charles Imbert Roland Weill  | Négypárevezős            | 6:11,33  | 3.       | 5:59,54  | 1.       |          |          | A       | 5:53,45 | 4.      | 4.          |
| Jean-Pierre Bremer Nicolas Lourdaux Bernard Bruand Dominique Basset | Kormányos nélküli négyes | 6:50,18  | 4.       | 6:19,21  | 3.       |          |          | B       | 6:19,06 | 1.      | 7.          |

## Kajak-kenu
Férfi
| Versenyző                                                        | Versenyszám         | Előfutam | Előfutam | Előfutam | Vigaszág | Vigaszág | Vigaszág | Elődöntő | Elődöntő | Elődöntő | Döntő   | Döntő    |
| Versenyző                                                        | Versenyszám         | Idő      | Hely.    | Össz.    | Idő      | Hely.    | Össz.    | Idő      | Hely.    | Össz.    | Idő     | Helyezés |
| ---------------------------------------------------------------- | ------------------- | -------- | -------- | -------- | -------- | -------- | -------- | -------- | -------- | -------- | ------- | -------- |
| Patrick Lefoulon                                                 | Kajak egyes 500 m   | 1:47,10  | 3.       | 9.       | erőnyerő | erőnyerő | erőnyerő | 1:47,12  | 4.       | 10.      | kiesett | kiesett  |
| Alain Lebas                                                      | Kajak egyes 1000 m  | 3:44,78  | 1.       | 1.       | erőnyerő | erőnyerő | erőnyerő | 3:53,05  | 2.       | 3.       | 3:50,20 |          |
| Francis Hervieu Alain Lebas                                      | Kajak kettes 500 m  | 1:34,61  | 2.       | 3.       | erőnyerő | erőnyerő | erőnyerő | 1:36,04  | 2.       | 4.       | 1:36,22 | 4.       |
| François Barouh Patrick Bérard Philippe Boccara Patrick Lefoulon | Kajak négyes 1000 m | 3:04,77  | 2.       | 2.       | erőnyerő | erőnyerő | erőnyerő |          |          |          | 3:17,60 | 6.       |
| Franck Lambert Pierre Langlois                                   | Kenu kettes 500 m   | 1:48,94  | 4.       | 8.       | 1:49,23  | 3.       | 3.       |          |          |          | 1:50,33 | 9.       |

Női
| Versenyző                         | Versenyszám        | Előfutam | Előfutam | Előfutam | Vigaszág | Vigaszág | Vigaszág | Döntő   | Döntő    |
| Versenyző                         | Versenyszám        | Idő      | Hely.    | Össz.    | Idő      | Hely.    | Össz.    | Idő     | Helyezés |
| --------------------------------- | ------------------ | -------- | -------- | -------- | -------- | -------- | -------- | ------- | -------- |
| Béatrice Knopf-Basson             | Kajak egyes 500 m  | 2:00,59  | 3.       | 6.       | erőnyerő | erőnyerő | erőnyerő | 2:02,91 | 8.       |
| Anne-Marie Loriot Valérie Leclerc | Kajak kettes 500 m | 1:48,53  | 3.       | 4.       | erőnyerő | erőnyerő | erőnyerő | 1:49,48 | 6.       |

## Kerékpározás

### Országúti kerékpározás
Férfi
| Versenyző        | Versenyszám   | Idő              | Helyezés |
| ---------------- | ------------- | ---------------- | -------- |
| Christian Faure  | Mezőnyverseny | 4:56:55 (+8:26)  | 8.       |
| Marc Madiot      | Mezőnyverseny | 4:57:01 (+8:32)  | 9.       |
| Francis Castaing | Mezőnyverseny | 5:04:08 (+15:39) | 30.      |
| Régis Clère      | Mezőnyverseny | 5:05:48 (+17:19) | 43.      |

### Pálya-kerékpározás
Sprintverseny
| Versenyző   | Versenyszám  | 1. forduló                  | 1. forduló | Vigaszág               | Vigaszág | Döntő                  | Döntő | 2. forduló              | 2. forduló | Vigaszág             | Vigaszág | Nyolcaddöntő               | Nyolcaddöntő | Vigaszág               | Vigaszág | Döntő                | Döntő | Negyeddöntő                      | 5–8. helyért           | 5–8. helyért | Elődöntő                               | Döntő                                    | Helyezés |
| Versenyző   | Versenyszám  | Ellenfelek Győztes idő      | Hely       | Ellenfelek Győztes idő | Hely     | Ellenfelek Győztes idő | Hely  | Ellenfél Győztes idő    | Hely       | Ellenfél Győztes idő | Hely     | Ellenfelek Győztes idő     | Hely         | Ellenfelek Győztes idő | Hely     | Ellenfél Győztes idő | Hely  | Ellenfél Győztes idő             | Ellenfelek Győztes idő | Hely         | Ellenfél Győztes idő                   | Ellenfél Győztes idő                     | Helyezés |
| ----------- | ------------ | --------------------------- | ---------- | ---------------------- | -------- | ---------------------- | ----- | ----------------------- | ---------- | -------------------- | -------- | -------------------------- | ------------ | ---------------------- | -------- | -------------------- | ----- | -------------------------------- | ---------------------- | ------------ | -------------------------------------- | ---------------------------------------- | -------- |
| Yavé Cahard | Férfi egyéni | Terry Tinsley (GBR) · 10,70 | 1.         |                        |          |                        |       | Lau Veldt (NED) · 10,87 | 1.         |                      |          | Henrik Salée (DEN) · 10,94 | 1.           |                        |          |                      |       | Heinz Isler (SUI) · 11,05; 11,04 |                        |              | Anton Tkáč (TCH) · 11,25; 11,08; 10,66 | Lutz Heßlich (GDR) · 11,40; 10,86; 12,01 |          |

Időfutam
| Név         | Versenyszám  | Idő      | Helyezés |
| ----------- | ------------ | -------- | -------- |
| Yavé Cahard | Férfi egyéni | 1:05,584 | 5.       |

Üldözőversenyek
| Versenyző                                                        | Versenyszám  | Selejtező | Selejtező | Negyeddöntő                                                                                            | Negyeddöntő | Elődöntő                    | Elődöntő  | Döntő                             | Döntő     | Helyezés |
| Versenyző                                                        | Versenyszám  | Idő       | Hely.     | Ellenfél Idő                                                                                           | Saját idő   | Ellenfél Idő                | Saját idő | Ellenfél Idő                      | Saját idő | Helyezés |
| ---------------------------------------------------------------- | ------------ | --------- | --------- | --- | ----------- | --------------------------- | --------- | --------------------------------- | --------- | -------- |
| Alain Bondue                                                     | Férfi egyéni | 4:40,08   | 3.        | Pierangelo Bincoletto (ITA) · 4:43,84                                                                  | 4:36,27     | Harald Wolf (GDR) · 4:40,10 | 4:36,23   | Robert Dill-Bundi (SUI) · 4:35,66 | 4:42,96   |          |
| Alain Bondue Philippe Chevalier Pascal Poisson Jean-Marc Rebière | Férfi csapat | 4:20,52   | 6.        | Olaszország (ITA) · Pierangelo Bincoletto · Guido Bontempi · Ivano Maffei · Silvestro Milani · 4:18,27 | 4:18,58     | kiesett                     | kiesett   | kiesett                           | kiesett   | 5.       |

## Műugrás
Női
| Versenyző      | Versenyszám    | Selejtező | Selejtező | Döntő   | Döntő    |
| Versenyző      | Versenyszám    | Pont      | Helyezés  | Pont    | Helyezés |
| -------------- | -------------- | --------- | --------- | ------- | -------- |
| Isabelle Arène | Egyéni műugrás | 345,060   | 24.       | kiesett | kiesett  |

## Ökölvívás
| Versenyző        | Versenyszám | Selejtező         | 32-es főtábla                             | Nyolcaddöntő                | Negyeddöntő       | Elődöntő          | Döntő             | Helyezés |
| Versenyző        | Versenyszám | Ellenfél Eredmény | Ellenfél Eredmény                         | Ellenfél Eredmény           | Ellenfél Eredmény | Ellenfél Eredmény | Ellenfél Eredmény | Helyezés |
| ---------------- | ----------- | ----------------- | ----------------------------------------- | --------------------------- | ----------------- | ----------------- | ----------------- | -------- |
| Ali Ben Maghenia | Harmatsúly  | erőnyerő          | Pushkardhoj Shahi (NEP) · mérkőzés nélkül | John Siryakibbe (UGA) · 0:5 | kiesett           | kiesett           | kiesett           | 9.       |
| Daniel Londas    | Pehelysúly  | erőnyerő          | Viktor Ribakov (URS) · 0:5                | kiesett                     | kiesett           | kiesett           | kiesett           | 17.      |

## Öttusa
| Versenyző                          | Versenyszám | Lovaglás | Lovaglás | Lovaglás | Lovaglás | Vívás    | Vívás | Vívás | Lövészet | Lövészet | Lövészet | Úszás    | Úszás | Úszás | Futás   | Futás | Futás | Összesen    | Összesen |
| Versenyző                          | Versenyszám | Idő      | Bünt.    | Pont     | Hely.    | Eredmény | Pont  | Hely. | Pontszám | Pont     | Hely.    | Idő      | Pont  | Hely. | Idő     | Pont  | Hely. | Összes pont | Helyezés |
| ---------------------------------- | ----------- | -------- | -------- | -------- | -------- | -------- | ----- | ----- | -------- | -------- | -------- | -------- | ----- | ----- | ------- | ----- | ----- | ----------- | -------- |
| Paul Four                          | Egyéni      | 2:10,1   | 82       | 1018     | 22.      | 26–16    | 922   | 7.    | 197      | 1066     | 8.       | 3:23,561 | 1244  | 5.    | 14:33,1 | 946   | 39.   | 5196        | 12.      |
| Joël Bouzou                        | Egyéni      | 2:18,3   | 138      | 962      | 37.      | 26–16    | 922   | 7.    | 196      | 1044     | 12.      | 3:44,076 | 1080  | 36.   | 13:42,0 | 1099  | 18.   | 5107        | 20.      |
| Alain Cortes                       | Egyéni      | 2:04,1   | 10       | 1090     | 6.       | 20–22    | 756   | 26.   | 193      | 978      | 20.      | 3:36,537 | 1140  | 25.   | 13:49,7 | 1078  | 23.   | 5042        | 23.      |
| Paul Four Joël Bouzou Alain Cortes | Csapat      |          |          | 3070     | 6.       |          | 2600  | 4.    |          | 3088     | 3.       |          | 3464  | 8.    |         | 3123  | 10.   | 15 345      | 5.       |

## Súlyemelés
| Versenyző            | Versenyszám | Szakítás | Szakítás | Lökés                    | Lökés                    | Összesen | Helyezés |
| Versenyző            | Versenyszám | Eredmény | Helyezés | Eredmény                 | Helyezés                 | Összesen | Helyezés |
| -------------------- | ----------- | -------- | -------- | ------------------------ | ------------------------ | -------- | -------- |
| Bruno Lebrun         | 56 kg       | 105,0    | 8.       | érvényes kísérlet nélkül | érvényes kísérlet nélkül | kiesett  | kiesett  |
| Jean-Claude Chavigny | 60 kg       | 115,0    | 8.       | 140,0                    | 9.                       | 255,0    | 9.       |
| Daniel Senet         | 67,5 kg     | 147,5    | 1.       | 175,0                    | 6.                       | 322,5    | 4.       |
| Nicolas Lasorsa      | 67,5 kg     | 125,0    | 11.      | 155,0                    | 12.                      | 280,0    | 12.      |

## Torna
Férfi
| Versenyző                                                                  | Versenyszám      | Selejtező | Selejtező | Döntő    | Döntő    |
| Versenyző                                                                  | Versenyszám      | Pontszám  | Helyezés  | Pontszám | Helyezés |
| -------------------------------------------------------------------------- | ---------------- | --------- | --------- | -------- | -------- |
| Willi Moy                                                                  | Talaj            | 18,70     | 36.       | kiesett  | kiesett  |
| Willi Moy                                                                  | Ugrás            | 19,55     | 12.       | kiesett  | kiesett  |
| Willi Moy                                                                  | Korlát           | 18,35     | 55.       | kiesett  | kiesett  |
| Willi Moy                                                                  | Nyújtó           | 18,55     | 34.       | kiesett  | kiesett  |
| Willi Moy                                                                  | Gyűrű            | 19,00     | 24.       | kiesett  | kiesett  |
| Willi Moy                                                                  | Lólengés         | 18,70     | 34.       | kiesett  | kiesett  |
| Willi Moy                                                                  | Egyéni összetett | 112,85    | 30.       | 114,275  | 16.      |
| Michel Boutard                                                             | Talaj            | 18,95     | 24.       | kiesett  | kiesett  |
| Michel Boutard                                                             | Ugrás            | 19,00     | 41.       | kiesett  | kiesett  |
| Michel Boutard                                                             | Korlát           | 19,05     | 21.       | kiesett  | kiesett  |
| Michel Boutard                                                             | Nyújtó           | 18,30     | 44.       | kiesett  | kiesett  |
| Michel Boutard                                                             | Gyűrű            | 18,30     | 47.       | kiesett  | kiesett  |
| Michel Boutard                                                             | Lólengés         | 19,35     | 14.       | kiesett  | kiesett  |
| Michel Boutard                                                             | Egyéni összetett | 112,95    | 28.       | 113,725  | 20.      |
| Henri Boërio                                                               | Talaj            | 18,70     | 36.       | kiesett  | kiesett  |
| Henri Boërio                                                               | Ugrás            | 18,45     | 61.       | kiesett  | kiesett  |
| Henri Boërio                                                               | Korlát           | 18,15     | 57.       | kiesett  | kiesett  |
| Henri Boërio                                                               | Nyújtó           | 19,00     | 15.       | kiesett  | kiesett  |
| Henri Boërio                                                               | Gyűrű            | 18,35     | 44.       | kiesett  | kiesett  |
| Henri Boërio                                                               | Lólengés         | 18,70     | 34.       | kiesett  | kiesett  |
| Henri Boërio                                                               | Egyéni összetett | 111,35    | 43.       | 113,275  | 24.      |
| Joël Suty                                                                  | Talaj            | 18,35     | 48.       | kiesett  | kiesett  |
| Joël Suty                                                                  | Ugrás            | 18,55     | 60.       | kiesett  | kiesett  |
| Joël Suty                                                                  | Korlát           | 18,65     | 43.       | kiesett  | kiesett  |
| Joël Suty                                                                  | Nyújtó           | 19,25     | 10.       | kiesett  | kiesett  |
| Joël Suty                                                                  | Gyűrű            | 17,30     | 64.       | kiesett  | kiesett  |
| Joël Suty                                                                  | Lólengés         | 19,15     | 22.       | kiesett  | kiesett  |
| Joël Suty                                                                  | Egyéni összetett | 111,25    | 45.       | kiesett  | kiesett  |
| Yves Bouquel                                                               | Talaj            | 17,95     | 60.       | kiesett  | kiesett  |
| Yves Bouquel                                                               | Ugrás            | 18,60     | 57.       | kiesett  | kiesett  |
| Yves Bouquel                                                               | Korlát           | 17,60     | 59.       | kiesett  | kiesett  |
| Yves Bouquel                                                               | Nyújtó           | 18,10     | 52.       | kiesett  | kiesett  |
| Yves Bouquel                                                               | Gyűrű            | 17,85     | 59.       | kiesett  | kiesett  |
| Yves Bouquel                                                               | Lólengés         | 18,55     | 37.       | kiesett  | kiesett  |
| Yves Bouquel                                                               | Egyéni összetett | 108,65    | 59.       | kiesett  | kiesett  |
| Marc Touchais                                                              | Talaj            | 18,25     | 52.       | kiesett  | kiesett  |
| Marc Touchais                                                              | Ugrás            | 19,35     | 23.       | kiesett  | kiesett  |
| Marc Touchais                                                              | Korlát           | 16,85     | 64.       | kiesett  | kiesett  |
| Marc Touchais                                                              | Nyújtó           | 17,85     | 59.       | kiesett  | kiesett  |
| Marc Touchais                                                              | Gyűrű            | 17,95     | 57.       | kiesett  | kiesett  |
| Marc Touchais                                                              | Lólengés         | 17,85     | 52.       | kiesett  | kiesett  |
| Marc Touchais                                                              | Egyéni összetett | 108,10    | 62.       | kiesett  | kiesett  |
| Willi Moy Michel Boutard Henri Boërio Joël Suty Yves Bouquel Marc Touchais | Csapat összetett |           |           | 575,00   |          |

## Úszás
Férfi
| Versenyző                                                 | Versenyszám            | Előfutam | Előfutam | Előfutam | Elődöntő | Elődöntő | Elődöntő | Döntő   | Döntő    |
| Versenyző                                                 | Versenyszám            | Idő      | Hely.    | Össz.    | Idő      | Hely.    | Össz.    | Idő     | Helyezés |
| --------------------------------------------------------- | ---------------------- | -------- | -------- | -------- | -------- | -------- | -------- | ------- | -------- |
| René Écuyer                                               | 100 m gyors            | 52,09    | 2.       | 7.       | 51,62    | 4.       | 5.       | 52,01   | 7.       |
| Fabien Noël                                               | 200 m gyors            | 1:53,25  | 2.       | 10.      |          |          |          | kiesett | kiesett  |
| Dominique Petit                                           | 200 m gyors            | 1:56,01  | 5.       | 30.      |          |          |          | kiesett | kiesett  |
| Frédéric Delcourt                                         | 100 m hát              | 59,16    | 4.       | 19.      | kiesett  | kiesett  | kiesett  | kiesett | kiesett  |
| Frédéric Delcourt                                         | 200 m hát              | 2:05,20  | 4.       | 13.      |          |          |          | kiesett | kiesett  |
| Olivier Borios                                            | 100 m mell             | 1:05,67  | 2.       | 10.      |          |          |          | kiesett | kiesett  |
| Xavier Savin                                              | 100 m pillangó         | 56,07    | 1.       | 6.       | 55,67    | 3.       | 7.       | 55,66   | 7.       |
| Fabien Noël Marc Lazzaro Dominique Petit Pascal Laget     | 4 × 200 m gyorsváltó   | 7:34,81  | 2.       | 6.       |          |          |          | 7:36,08 | 8.       |
| Frédéric Delcourt Olivier Borios Xavier Savin René Écuyer | 4 × 100 m vegyes váltó | 3:52,87  | 2.       | 7.       |          |          |          | 3:49,19 | 5.       |

Női
| Versenyző        | Versenyszám | Előfutam | Előfutam | Előfutam | Döntő   | Döntő    |
| Versenyző        | Versenyszám | Idő      | Hely.    | Össz.    | Idő     | Helyezés |
| ---------------- | ----------- | -------- | -------- | -------- | ------- | -------- |
| Guylaine Berger  | 100 m gyors | 57,80    | 2.       | 8.       | 57,88   | 7.       |
| Guylaine Berger  | 200 m gyors | 2:04,60  | 3.       | 11.      | kiesett | kiesett  |
| Michèle Ricaud   | 100 m hát   | 1:05,81  | 4.       | 18.      | kiesett | kiesett  |
| Michèle Ricaud   | 200 m hát   | 2:22,86  | 7.       | 17.      | kiesett | kiesett  |
| Catherine Poirot | 100 m mell  | 1:12,94  | 2.       | 10.      | kiesett | kiesett  |
| Odile Bihan      | 200 m mell  | 2:40,55  | 4.       | 16.      | kiesett | kiesett  |
| Annick de Susini | 200 m mell  | 2:44,03  | 5.       | 21.      | kiesett | kiesett  |

## Vívás
Férfi
| Versenyző                                                                        | Versenyszám       | Selejtező | Selejtező | Selejtező | Selejtező | Főtábla                        | Főtábla                  | Vigaszág                 | Vigaszág                   | Vigaszág                   | Döntő | Döntő                             | Helyezés |
| Versenyző                                                                        | Versenyszám       | 1. kör | 1. kör    | 2. kör | 2. kör    | 1. kör                         | 2. kör                   | 1. kör                   | 2. kör                     | 3. kör                     | Döntő | Döntő                             | Helyezés |
| Versenyző                                                                        | Versenyszám       | Ellenfél Eredmény | Hely.     | Ellenfél Eredmény | Hely.     | Ellenfél Eredmény              | Ellenfél Eredmény        | Ellenfél Eredmény        | Ellenfél Eredmény          | Ellenfél Eredmény          | Ellenfél Eredmény | Hely.                             | Helyezés |
| -------------------------------------------------------------------------------- | ----------------- | --- | --------- | --- | --------- | ------------------------------ | ------------------------ | ------------------------ | -------------------------- | -------------------------- | --- | --------------------------------- | -------- |
| Pascal Jolyot                                                                    | Tőr, egyéni       | 4. csoport · Thierry Soumagne (BEL) · 0–5 · Khaled Al-Awadhi (KUW) · 5–0 · Mihai Ţiu (ROU) · 5–1 · Miguel Roca (ESP) · 5–3                                      | 1.        | 4. csoport · Miguel Roca (ESP) · 3–5 · Federico Cervi (ITA) · 5–3 · Klaus Haertter (GDR) · 5–1 · Szabirzsan Ruzijev (URS) · 5–4 · Adam Robak (POL) · 1–5                    | 3.        | Klaus Kotzmann (GDR) · GY      | Kuki Péter (ROU) · GY    |                          |                            |                            | Volodimir Szmirnov (URS) · 5–4 · Szabirzsan Ruzijev (URS) · 5–3 · Lech Koziejowski (POL) · 5–4 · Kuki Péter (ROU) · 5–1 · Aljakszandr Ramanykov (URS) · 4–5 · Rájátszás · Volodimir Szmirnov (URS) · 0–5 · Aljakszandr Ramanykov (URS) · 5–0 | 2.                                |          |
| Frédéric Pietruszka                                                              | Tőr, egyéni       | 7. csoport · András Papp (HUN) · 5–3 · Jaroslav Jurka (TCH) · 5–3 · Szabirzsan Ruzijev (URS) · 5–4                                                              | 1.        | 2. csoport · Stéphane Ganeff (BEL) · 4–5 · Demény László (HUN) · 5–3 · Pierre Harper (GBR) · 5–3 · Lech Koziejowski (POL) · 5–2 · Aljakszandr Ramanykov (URS) · 2–5         | 3.        | Szelei István (HUN) · V        |                          | Bogusław Zych (POL) · GY | Greg Benko (AUS) · GY      | Lech Koziejowski (POL) · V | kiesett | kiesett                           | 8.       |
| Didier Flament                                                                   | Tőr, egyéni       | 3. csoport · Kifah Al-Mutawa (KUW) · 5–0 · František Koukal (TCH) · 5–3 · Stéphane Ganeff (BEL) · 5–3 · Klaus Kotzmann (GDR) · 5–3                              | 1.        | 3. csoport · Klaus Kotzmann (GDR) · 5–1 · Heriberto González (CUB) · 4–5 · Bogusław Zych (POL) · 2–5 · Szelei István (HUN) · 0–5 · Volodimir Szmirnov (URS) · 0–5           | 6.        | kiesett                        | kiesett                  | kiesett                  | kiesett                    | kiesett                    | kiesett | kiesett                           | 23.      |
| Philippe Riboud                                                                  | Párbajtőr, egyéni | 1. csoport · Stéphane Ganeff (BEL) · 3–5 · Peder Planting (FIN) · 5–2 · José Pérez (ESP) · 5–4 · Piotr Jabłkowski (POL) · 5–3                                   | 2.        | 3. csoport · Oldřich Kubišta (TCH) · 5–2 · Greg Benko (AUS) · 5–5 · Andrzej Lis (POL) · 5–3 · Pethő László (HUN) · 5–2 · Johan Harmenberg (SWE) · 5–4                       | 1.        | Alekszandr Mozsajev (URS) · GY | Kolczonay Ernő (HUN) · V |                          | Philippe Boisse (FRA) · GY | Jaroslav Jurka (TCH) · GY  | Johan Harmenberg (SWE) · 5–5 · Kolczonay Ernő (HUN) · 5–3 · Alekszandr Mozsajev (URS) · 5–3 · Ioan Popa (ROU) · 5–1 · Rolf Edling (SWE) · 0–5                                                                                                | 3.                                |          |
| Philippe Boisse                                                                  | Párbajtőr, egyéni | 2. csoport · Alekszandr Abusahmetov (URS) · 4–5 · Thierry Soumagne (BEL) · 5–3 · Mikko Salminen (FIN) · 5–1 · Rolf Edling (SWE) · 5–3                           | 1.        | 2. csoport · Efigenio Favier (CUB) · 4–5 · Piotr Jabłkowski (POL) · 5–3 · Ioan Popa (ROU) · 5–4 · Borisz Lukomszkij (URS) · 5–5 · Rolf Edling (SWE) · 3–5                   | 3.        | Rolf Edling (SWE) · V          |                          | Andrzej Lis (POL) · GY   | Philippe Riboud (FRA) · V  | kiesett                    | kiesett | kiesett                           | 9.       |
| Patrick Picot                                                                    | Párbajtőr, egyéni | 7. csoport · Leszek Swornowski (POL) · 4–5 · Dany Haddad (LIB) · 5–2 · Mohamed Al-Thuwani (KUW) · 5–0 · John Llewellyn (GBR) · 5–3 · Pongrácz Antal (ROU) · 5–5 | 1.        | 4. csoport · Stéphane Ganeff (BEL) · 5–4 · Steven Paul (GBR) · 2–5 · Osztrics István (HUN) · 3–5 · Alekszandr Abusahmetov (URS) · 4–5 · Jaroslav Jurka (TCH) · 4–5          | 5.        | kiesett                        | kiesett                  | kiesett                  | kiesett                    | kiesett                    | kiesett | kiesett                           | 20.      |
| Jean-François Lamour                                                             | Kard, egyéni      | 2. csoport · Mark Slade (GBR) · 3–5 · Rüdiger Müller (GDR) · 5–2 · Jesús Ortíz (CUB) · 5–1 · Volodimir Nazlimov (URS) · 3–5                                     | 3.        | 4. csoport · Georgi Csomakov (BUL) · 5–4 · Frank-Eberhard Höltje (GDR) · 4–5 · Ferdinando Meglio (ITA) · 0–5 · José Laverdecia (CUB) · 3–5 · Volodimir Nazlimov (URS) · 4–5 | 6.        | kiesett                        | kiesett                  | kiesett                  | kiesett                    | kiesett                    | kiesett | kiesett                           | 21.      |
| Frédéric Pietruszka Didier Flament Pascal Jolyot Philippe Bonnin Bruno Boscherie | Tőr, csapat       | 2. csoport · Magyarország (HUN) · 10–6 · Kuba (CUB) · 10–6 | 1.        | |           | erőnyerő                       | NDK (GDR) · 9–3          |                          |                            |                            | Szovjetunió (URS) · 8 (68)–8 (60) | Szovjetunió (URS) · 8 (68)–8 (60) |          |
| Philippe Boisse Hubert Gardas Philippe Riboud Patrick Picot Michel Salesse       | Párbajtőr, csapat | 4. csoport · Románia (ROU) · 9–6 · Kuvait (KUW) · 16–0 · | 1.        | |           | Csehszlovákia (TCH) · 9–3      | Szovjetunió (URS) · 9–3  |                          |                            |                            | Lengyelország (POL) · 8–4 | Lengyelország (POL) · 8–4         |          |

Női
| Versenyző                                                                                                  | Versenyszám | Selejtező | Selejtező | Selejtező | Selejtező | Főtábla                  | Főtábla                       | Vigaszág          | Vigaszág                    | Vigaszág                   | Döntő | Döntő                   | Helyezés |
| Versenyző                                                                                                  | Versenyszám | 1. kör | 1. kör    | 2. kör | 2. kör    | 1. kör                   | 2. kör                        | 1. kör            | 2. kör                      | 3. kör                     | Döntő | Döntő                   | Helyezés |
| Versenyző                                                                                                  | Versenyszám | Ellenfél Eredmény | Hely.     | Ellenfél Eredmény | Hely.     | Ellenfél Eredmény        | Ellenfél Eredmény             | Ellenfél Eredmény | Ellenfél Eredmény           | Ellenfél Eredmény          | Ellenfél Eredmény | Hely.                   | Helyezés |
| --- | ----------- | --- | --------- | --- | --------- | ------------------------ | ----------------------------- | ----------------- | --------------------------- | -------------------------- | --- | ----------------------- | -------- |
| Pascale Trinquet-Hachin                                                                                    | Tőr, egyéni | 6. csoport · Max Madsen (DEN) · 2–5 · Mandy Niklaus (GDR) · 5–4 · Anna Rita Sparaciari (ITA) · 5–3 · Susan Wrigglesworth (GBR) · 5–4 · Maros Magda (HUN) · 3–5          | 3.        | 4. csoport · Sabine Hertrampf (GDR) · 5–4 · Ann Brannon (GBR) · 5–1 · Ecaterina Stahl-Iencic (ROU) · 5–1 · Tordasi Ildikó (HUN) · 5–2 · Dorina Vaccaroni (ITA) · 5–1 | 1.        | Mandy Niklaus (GDR) · GY | Barbara Wysoczańska (POL) · V |                   | Nailja Giljazova (URS) · GY | Delfina Skąpska (POL) · GY | Maros Magda (HUN) · 5–4 · Ecaterina Stahl-Iencic (ROU) · 5–4 · Brigitte Latrille-Gaudin (FRA) · 5–3 · Dorina Vaccaroni (ITA) · 5–0 · Barbara Wysoczańska (POL) · 1–5 | 1.                      |          |
| Brigitte Latrille-Gaudin                                                                                   | Tőr, egyéni | 3. csoport · Susanna Batazzi (ITA) · 3–5 · Nailja Giljazova (URS) · 5–4 · Marlene Font (CUB) · 5–4 · Delfina Skąpska (POL) · 5–2                                        | 1.        | 3. csoport · Mitzi Ferguson (AUS) · 5–3 · Margarita Rodríguez (CUB) · 5–0 · Gabriele Janke (GDR) · 5–1 · Jelena Belova (URS) · 1–5 · Barbara Wysoczańska (POL) · 2–5 | 3.        | Clara Alfonso (CUB) · GY | Tordasi Ildikó (HUN) · GY     |                   |                             |                            | Brigitte Latrille-Gaudin (FRA) · 5–3 · Maros Magda (HUN) · 4–5 · Barbara Wysoczańska (POL) · 3–5 · Ecaterina Stahl-Iencic (ROU) · 5–3 · Dorina Vaccaroni (ITA) · 5–4 | 5.                      | 5.       |
| Véronique Brouquier                                                                                        | Tőr, egyéni | 5. csoport · Stefanek Gertrúd (HUN) · 3–5 · Gabriele Janke (GDR) · 5–3 · Linda Ann Martin (GBR) · 5–1 · Mitzi Ferguson (AUS) · 5–4 · Ecaterina Stahl-Iencic (ROU) · 1–5 | 2.        | 2. csoport · Marlene Font (CUB) · 3–5 · Marcela Moldovan-Zsak (ROU) · 5–4 · Mandy Niklaus (GDR) · 5–2 · Nailja Giljazova (URS) · 4–5 · Delfina Skąpska (POL) · 2–5   | 4.        |                          |                               |                   |                             |                            | |                         | 13.      |
| Pascale Trinquet-Hachin Brigitte Latrille-Gaudin Christine Muzio Isabelle Boéri-Bégard Véronique Brouquier | Tőr, csapat | 1. csoport · NDK (GDR) · 11–5 · Kuba (CUB) · 9–5 | 1.        | |           | erőnyerő                 | Magyarország (HUN) · 9–6      |                   |                             |                            | Szovjetunió (URS) · 9–6 | Szovjetunió (URS) · 9–6 |          |